# Livre des cinq anneaux
 (juin 2023).
Si vous disposez d'ouvrages ou d'articles de référence ou si vous connaissez des sites web de qualité traitant du thème abordé ici, merci de compléter l'article en donnant les références utiles à sa vérifiabilité et en les liant à la section « Notes et références ».
Pour les articles homonymes, voir Le Livre des cinq anneaux.
Le Livre des cinq anneaux, également connu sous le nom de Traité des cinq roues, en japonais Go rin no sho 五輪書, est un traité sur le sabre kenjutsu, écrit par Musashi Miyamoto vers 1645. Selon la légende, à l'âge de 60 ans, Musashi se retire dans la grotte du Reigandō, à Kumamoto, pour réfléchir et écrire sur son art.   
Son ouvrage a acquis auprès des adeptes des arts martiaux le statut de classique de stratégie, à l'instar de L'Art de la guerre de Sun Zi. Comme son illustre prédécesseur, il est aussi étudié pour ses vues philosophiques. Ses réflexions sur le conflit ont gagné un large public, notamment dans le domaine économique. L'école Hyōhō niten ichi ryū emploie cet ouvrage comme manuel en complément de la transmission orale.
Musashi en appelle au sens pratique du lecteur et considère les ornements techniques comme excessifs, en opposition avec la simplicité qu'il recommande. Il souligne aussi que ses concepts sont applicables au combat de duel et de bataille. L'élève doit les examiner attentivement, par la mise en pratique et non par une simple lecture.

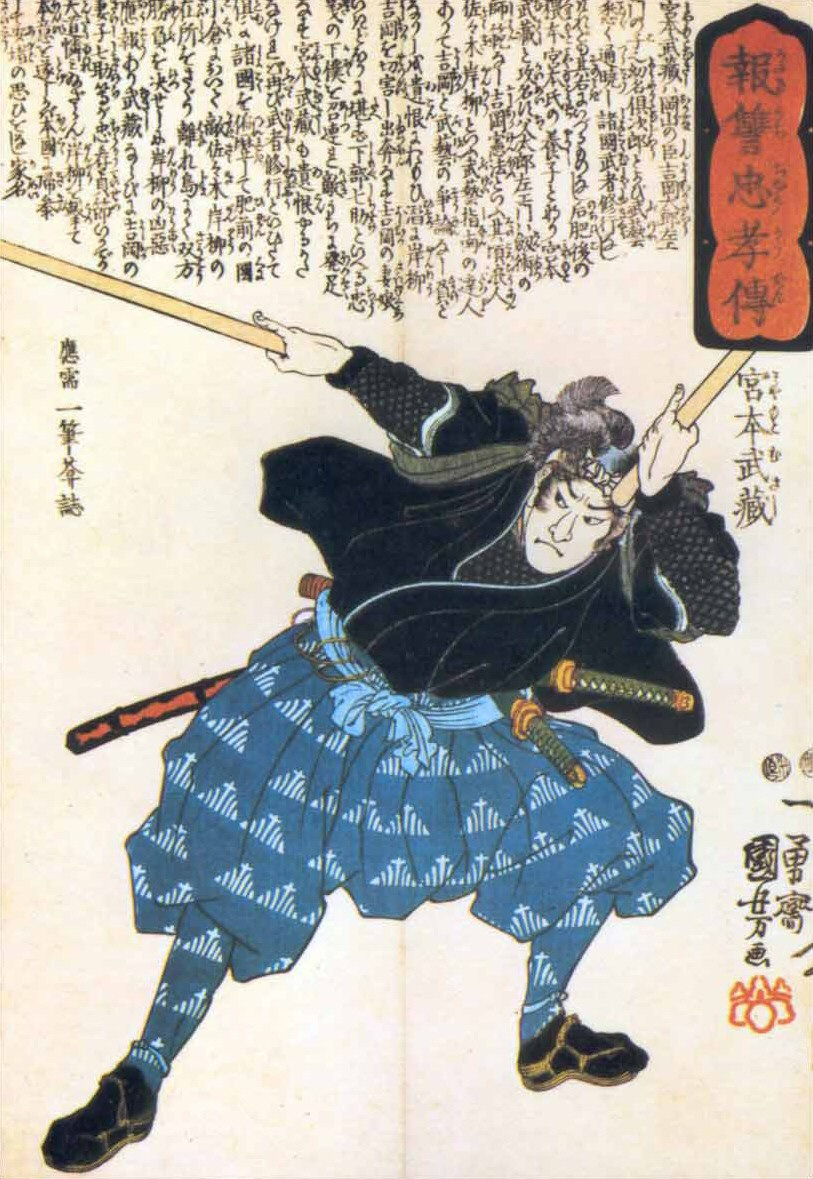
Musashi Miyamoto dans la fleur de l'âge, tenant un bokken dans chaque main.

Musashi privilégie l'usage simultané des deux sabres à contre-pied de la tradition qui préfère la tenue du sabre à deux mains. Le combat à deux sabres intervient quand le sabre seul ne permet pas de l'emporter.
Pour Musashi, le guerrier doit maîtriser toutes les armes. Il avait utilisé lui-même les armes suivantes : bokken, katana, wakisashi, deux sabres, ou même rame.

## Les cinq livres
Le Livre des cinq anneaux est constitué de cinq « livres » (巻, maki, « rouleau », « volume » ou « chapitre »), les quatre premiers au nom de l'un des quatre éléments et le dernier celui du « vide ». Cette articulation en cinq parties est une référence aux cinq éléments de la tradition extrême-orientale (traditionnellement on parle des éléments : Feu, Terre, Métal/vide, Eau, Bois/vent).
Le terme « école Ichi » (一流, ichi ryu), utilisé plus loin dans la description des livres, fait référence au niten ichi ryu (二天一流, litt. « école des deux cieux en un » ou « deux cieux, un style »), école de sabre créée par Musashi.
- Le premier livre, le Chapitre de la terre est une introduction, une discussion métaphorique sur les arts martiaux, la tactique et sur l'entraînement.
- Le second livre, le Chapitre de l'eau, décrit l'école de Musashi, la Niten Ichi Ryu. Il décrit les techniques de base et quelques principes fondamentaux.
- Le troisième livre, le Chapitre du feu, traite des tactiques à employer au cours d'un duel et sur le champ de bataille.
- Le quatrième livre, le Chapitre du vent, est une critique des faiblesses des autres écoles. Le titre du chapitre est également un jeu de mots : le caractère pour « vent », prononcé différemment, peut également signifier « méthode » ou « voie » (sous entendu « d'art martial »).
- Le cinquième livre, le Chapitre du vide énonce en termes ésotériques son idéal du samouraï.

### Chapitre de la terre

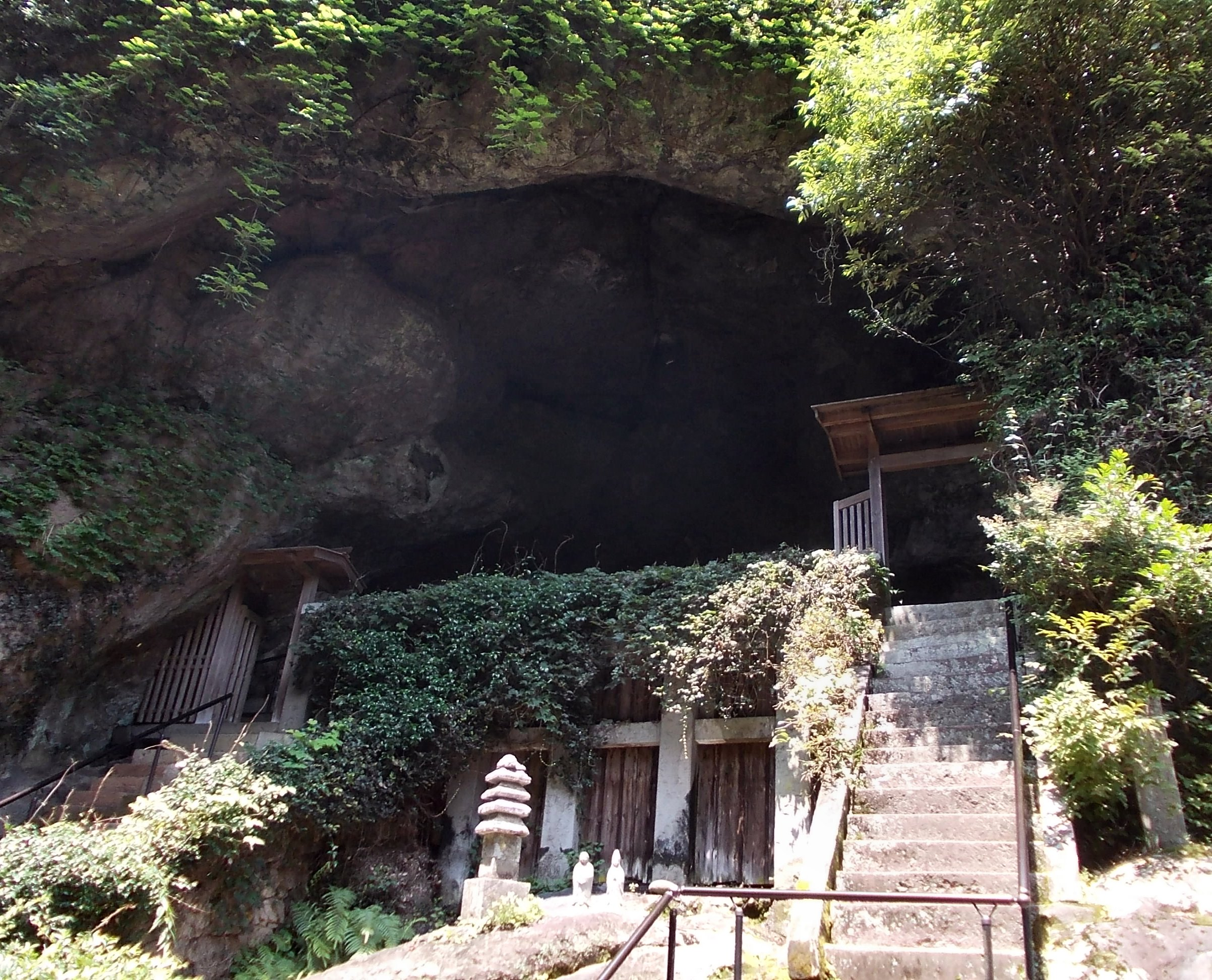
Reigandō, la grotte où Musashi rédigea son ouvrage majeur.

Le Chapitre de la terre s'ouvre sur une introduction et une présentation des quatre chapitres suivants. Le Chapitre de la terre est présenté comme un traité de tactique (兵法の道, hyōhō no michi, « la voie de la tactique » ou « la voie de l'art de la guerre ») et sert à distinguer la Voie au travers de l’escrime. Sa tactique est principalement pratique et se focalise sur les techniques et astuces en rapport avec la situation : combat en intérieur, en extérieur, à cheval, etc.

#### Réflexion et expérimentation
Musashi explique le titre de ses chapitres et exhorte ses lecteurs à la réflexion et l'expérimentation :
« Premièrement, le Chapitre de la Terre consigne la voie de la tactique de mon école Ichi. Il est ardu de suivre la vraie Voie seulement à travers l'escrime. Connais ce qui est grand comme ce qui est petit, ce qui est superficiel comme ce qui est profond. Comme s'il s'agissait d'une route tracée sur le sol, ce livre porte pour nom Chapitre de la terre. »
« Tout ceci ne peut être expliqué de façon exhaustive. D’une chose, apprends-en dix mille autres : lorsque tu as fini par évoluer sur la Voie de la tactique, il n’est pas la moindre chose que tu ne puisses voir. Tu devrais examiner tout ceci très minutieusement. »

#### Rythmes et distances
Musashi insiste sur la portée générale de sa conception et sur le principe central de la synchronisation, hyōshi, « rythme » ou « tempo » :
« Si tu as étudié la voie de la tactique jusqu’à ce niveau, est-il seulement possible que tu puisses être battu? »
Le principe maître de la Voie de la tactique est la maîtrise du temps ou synchronisation (拍子, hyōshi, « pulsation », « tempo » ou « rythme »). Selon le Chapitre de la terre, il faut être capable d’adapter sa tactique à ses propres aptitudes afin de connaître quand il faut ou ne faut pas attaquer. Musashi avait découvert qu'il existe dans toutes choses trois « moments » : avant, pendant et après. Selon les principes du Gorin No Sho, il n'existe que trois façons de prendre l'initiative : soit en reculant, soit en restant sur place, soit en avançant. En kenjutsu, on parle alors de go no sen en reculant, tai no sen sur place et sen no sen en avançant. Ceci relève de la maîtrise du ma aï, littéralement « unir-distance », l'intervalle entre les protagonistes. Cette étude permet de passer judicieusement et donc à son avantage, d'une distance de combat à une autre. Ces trois distances de combat sont : to ma, « grande distance », ma, « distance d'un demi-pas », chika ma, « distance courte ».
« C’est la synchronisation qui permet au danseur ou au ménestrel d’être en rythme. La synchronisation et le rythme apparaissent dans les arts martiaux, le tir à l’arc, les armes à feu et l’équitation. En tout art et en toute capacité, il y a la synchronisation. Même dans le vide, il y a la synchronisation.[...] ce point est le plus important de la Voie de la stratégie. Il est prioritaire de connaître la synchronisation du contexte, ou ta tactique deviendra incertaine. »

#### Des avantages des armes
Les tactiques du Chapitre de la terre sont décrites au cas par cas en fonction des situations et des armes. Selon Musashi, l’usage des naginata ou lances de type hallebarde sont à réserver aux combats d’extérieur, tandis que les épées longues et courtes peuvent être utilisées dans la plupart des configurations, y compris à cheval ou dans une bataille très engagée.
Musashi évoque la suprématie des armes à feu sur le champ de bataille, jusqu’à l'instant où les épées s’entrechoquent et reprennent l'avantage. Il indique que les armes à feu sont quelque peu inférieures en précision à l’arc (yumi), ce qui pouvait être vrai à cette époque.
Lors d’une bataille, le recours systématique à une unique arme est tout aussi mauvais que d’utiliser une arme qu’on ne maîtrise pas, car l’adversaire trouvera plus aisément une faille après avoir paré plusieurs coups. Pour cette raison, la Hyōhō niten ichi ryū prône la maîtrise de plusieurs armes.

### Chapitre de l'eau

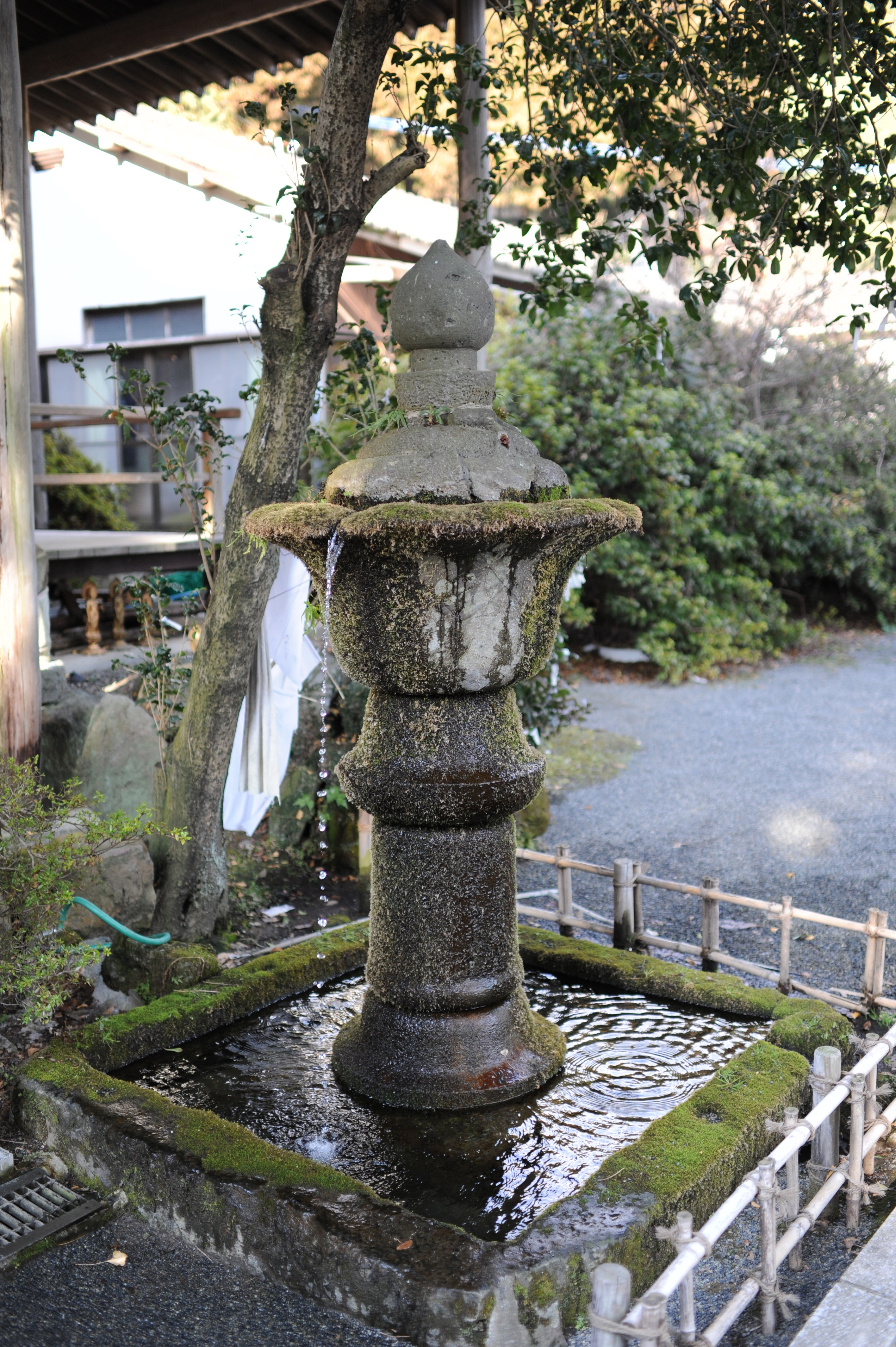
Cette fontaine a été érigée à l'entrée du Reigandō et illustre l'élément « eau. »

#### Des principes aux techniques
Le Chapitre de l'eau traite de tactique mais englobe des éléments qu'un guerrier lisant le livre devrait prendre en considération, comme la spiritualité, la religion et la conception de la vie. Ce chapitre est remarquable pour ce que Musashi énonce qu'il importe de savoir mettre en pratique les principes fondamentaux et que ce sont sur ces bases que l'on élabore les méthodes et les techniques et non l'inverse.
« Deuxièmement, le Chapitre de l'eau. Avec l'eau comme base, le cœur se fait eau. L'eau prend la forme de son récipient, elle est un mince filet ou devient un gigantesque océan. [...] Si, par la maîtrise de l'escrime, tu bats un homme, tu peux battre n'importe quel homme en ce monde. Le cœur nécessaire pour battre un homme est le même que pour dix mille hommes.[...] Le principe de la tactique est qu'à partir de la connaissance d'une chose nous pouvons en connaître dix mille autres. »

#### Du spirituel dans l'art du sabre
Après l'introduction, Musashi poursuit le Chapitre de l'eau sur le « rapport spirituel » (心持, shinji) qui concerne le tempérament et la spiritualité lorsqu'on se trouve au milieu d'une bataille ou pendant son élaboration. En tant que bouddhiste, la plupart de ce que Musashi écrit concernant la spiritualité se réfère aux principes de la quiétude, de la tranquillité et de l'équilibre.
« Dans la voie de la stratégie, l'état de ton esprit ne doit pas différer de la normale. Que ce soit en combat ou dans la vie de tous les jours, c'est dans le calme que tu dois établir ta résolution. »

#### Des choix tactiques
L'équilibre peut faire référence au yin et au yang : faire trop connaissance ou usage de l'un ou de l'autre n'est pas recommandé par Musashi car cela reviendrait à révéler à l'ennemi la nature de son esprit et donc sa fougue ou son apathie. L'idée d'un esprit parfaitement équilibré répond à celle d'un corps parfaitement équilibré, sans faiblesse ni ouverture face à l'adversaire.
Musashi écrit ensuite un passage sur la posture : de même que l'esprit doit être équilibré, les techniques doivent être affinées de façon à présenter une allure parfaitement équilibrée. Musashi fait observer que la posture est une part importante de la tactique et de la bataille. Il recommande d'adopter une posture la tête redressée, ni pendue, ni levée, ni tordue, ce que Musashi appelle « se caler » (楔, kusabi).
Musashi poursuit sur l'importance du regard dans la tactique, il fait remarquer qu'il faut être capable de distinguer tout ce qui est autour de soi sans bouger ses globes oculaires de façon visible, et de pouvoir observer son adversaire sans pour autant être distrait par les mouvements insignifiants de son épée. Il s'agit d'un talent qui est selon lui nécessaire et dont la maîtrise nécessite beaucoup de temps. L'un des éléments les plus cruciaux de la tactique est d'observer ce qui est proche comme ce qui est loin, que ce soit la technique d'un adversaire ou les troupes qui se présentent au loin, afin de déclencher l'action opportune. Dans les arts martiaux, on nomme l'utilisation du champ de vision périphérique : « la vision de l'aigle ».
Musashi traite ensuite du maintien du sabre long, puis des mouvements et positionnements des pieds avant de s'intéresser à ce qu'il appelle les « cinq attitudes » ou « cinq méthodes » (五方, gohō ou go kata) : haute, médiane, basse, droite et gauche, dont le but est de trancher l'adversaire. Musashi note les avantages de ces cinq attitudes. À tout moment, l'homme de sabre doit pouvoir pourfendre son adversaire.
« Ton attitude doit être large ou petite en fonction de la situation. Les méthodes haute, basse et médiane, sont décisives. Les méthodes gauche et droite sont fluides et ne doivent être utilisées que s'il y a un obstacle au-dessus de la tête ou sur le côté. Décider de la gauche ou de la droite dépendra du terrain. »

### Chapitre du feu
Le Livre du feu s’intéresse au combat même. Il entre, plus en détail que le Livre de l'eau, en termes d'astuce pour évaluer une situation, ainsi que d'autres instructions concernant des situations spécifiques.
Il note les avantages évidents de l'armure, ainsi que de la préparation avant un duel ou une bataille. Ceci s'applique à un homme comme à un groupe d'hommes :
« De même qu'un homme peut en vaincre dix, mille hommes peuvent en vaincre dix mille. Cependant, on peut devenir un maître stratège en s’entraînant tout seul avec son épée, de manière à apprendre les stratagèmes de l'ennemi, sa force et ses ressources, et arriver à comprendre la stratégie pour battre dix mille ennemis. »

#### De la position
L'emplacement selon le Go Rin No Sho est crucial. Il faut prendre position là où les constructions humaines n'obstruent pas la vue, ainsi qu’être sur ou face à une position où le soleil ou la lune n'affectent pas la vision, pour que la vision soit concentrée uniquement sur l'ennemi et ainsi favoriser la concentration sur les stratagèmes adverses. De même, Musashi évoque l'ancienne tactique de prendre la hauteur :
« Vous devez regarder votre ennemi de haut et prendre position sur des lieux un peu en hauteur. »

#### Savoir tirer profit
D'autres tactiques abordées par Musashi concernent le fait de s'assurer que l'ennemi est à son désavantage ; aller vers le mauvais côté d'un fantassin, le côté gauche étant plus vulnérable chez un droitier. Rechercher d'autres points faibles : forcer l'ennemi à aller sur des points d'ancrage, des marais, des fosses, toutes formes de terrains difficiles empêchant l'ennemi d’être sûr de la situation.
« Ces choses ne peuvent être clairement exprimées par des mots. Il faut d'abord chercher ce qui est écrit ici. Dans ces trois manières de devancer l'ennemi, on doit d'abord juger la situation. Cela ne signifie pas devoir toujours attaquer le premier ; mais si l'ennemi attaque le premier, il faut le devancer. En tactique, la victoire est effective quand on a devancé l'ennemi. Il faut donc s’entraîner pour y arriver. »
Ken no sen, l'attaque, est la plus évidente manière de devancer un ennemi.
Comme son nom le suggère, tai no sen, attendre l'initiative, s'utilise dans des batailles opportunistes et d'issue certaine. L’idée principale est de feindre la faiblesse pour créer une faille dans les rangs ennemis puis se regrouper pour l'exploiter en attaquant en profondeur. Une méthode particulièrement recommandée par Musashi est de viser directement le général et, par la défaite du chef, mettre fin à la bataille.
Seule une petite partie du texte s’intéresse à tai no sen, accompagner et devancer. Présentée de manière confuse, l’idée est de contourner une embuscade ou une attaque rapide de l'ennemi en prenant l'initiative et d'attaquer avec toutes ses forces. Musashi admet que c'est difficile à expliquer.
Les autres méthodes sont majoritairement des techniques de situation liées à un terrain difficile. La majorité du texte tient du bon sens, en relation au danger et à son évitement.

#### Voir les failles
La maîtrise du temps est le deuxième facteur à prendre en compte après l'aptitude des participants. Cette maîtrise est différente de celle décrite dans le Livre de la terre car elle doit compter sur les différents facteurs physiques qui affectent un ennemi dans une bataille ainsi que déterminer si un groupe de fantassins s’épuise ou au contraire s'enhardit.
L’idée de fouler aux pieds l’épée est simple : elle consiste à annuler une attaque ennemie avant son début en chargeant, puis en attaquant sous un rideau de fumée de poudre noire et de flèches enflammées.
Comme le mentionne Musashi dans son style philosophique, il y a une causalité de la chute : il y a un effondrement au cœur d'un ennemi comme il y a celui d'un bâtiment, d'un empire, etc. Ainsi de la réduction des effectifs, Musashi note qu'il faut observer ces détails et les utiliser à son avantage.
Il remarque qu'un ennemi peut être défait s'il perd son rythme. Dans la bataille, les tambours qui donnent le rythme aux soldats pouvaient les entraîner dans « la chute si leur rythme était perturbé ».

### Chapitre du vent
Alors que la majorité de l'information du livre précédent est toujours applicable de nos jours, ce livre concerne principalement des détails spécifiques aux autres tactiques existantes à l’époque. La leçon de ce livre est qu'une part importante de la compréhension de sa propre voie passe par la compréhension de la voie de l'adversaire, d'une manière aussi précise que possible.
Musashi note que bien que la majorité des écoles possèdent des tactiques et des secrets anciens, la plupart dérivent d'autres formes d'arts martiaux. Leurs similitudes et différences ont évolué à cause de facteurs de situation, comme le duel en intérieur ou extérieur, le style s'adaptant à l’école. Il indique que son évaluation est subjective, puisque la seule école qui l’intéressait était la sienne, et que, d'une certaine manière, il ne voit pas de parallèles avec son propre travail. Cependant, il admet qu'à défaut de comprendre ces techniques alternatives et de leurs points faibles, il est impossible d'apprendre le Hyōhō niten ichi ryū.
La différence principale que Musashi note entre l’école Hyōhō niten ichi ryū et les autres tactiques et écoles est que celles-ci n'enseigneraient pas le sens « large » de la tactique qui va au-delà de l'escrime.
« Certains stratèges de ce monde ne s’intéressent qu'à l'escrime, et limitent leur entraînement à parfaire le maintien du corps et de l’épée. »
Le livre contient beaucoup de paragraphes concernant les techniques d'autres écoles, et une grande partie du texte énumère les manières dont les écoles rivales ignorent les principes qu'il aborde dans le Livre des 5 Anneaux, tels que la confiance en soi, la familiarité excessive avec une arme, les méthodes de placement et de déplacement ou la manière de regarder.

### Chapitre du vide

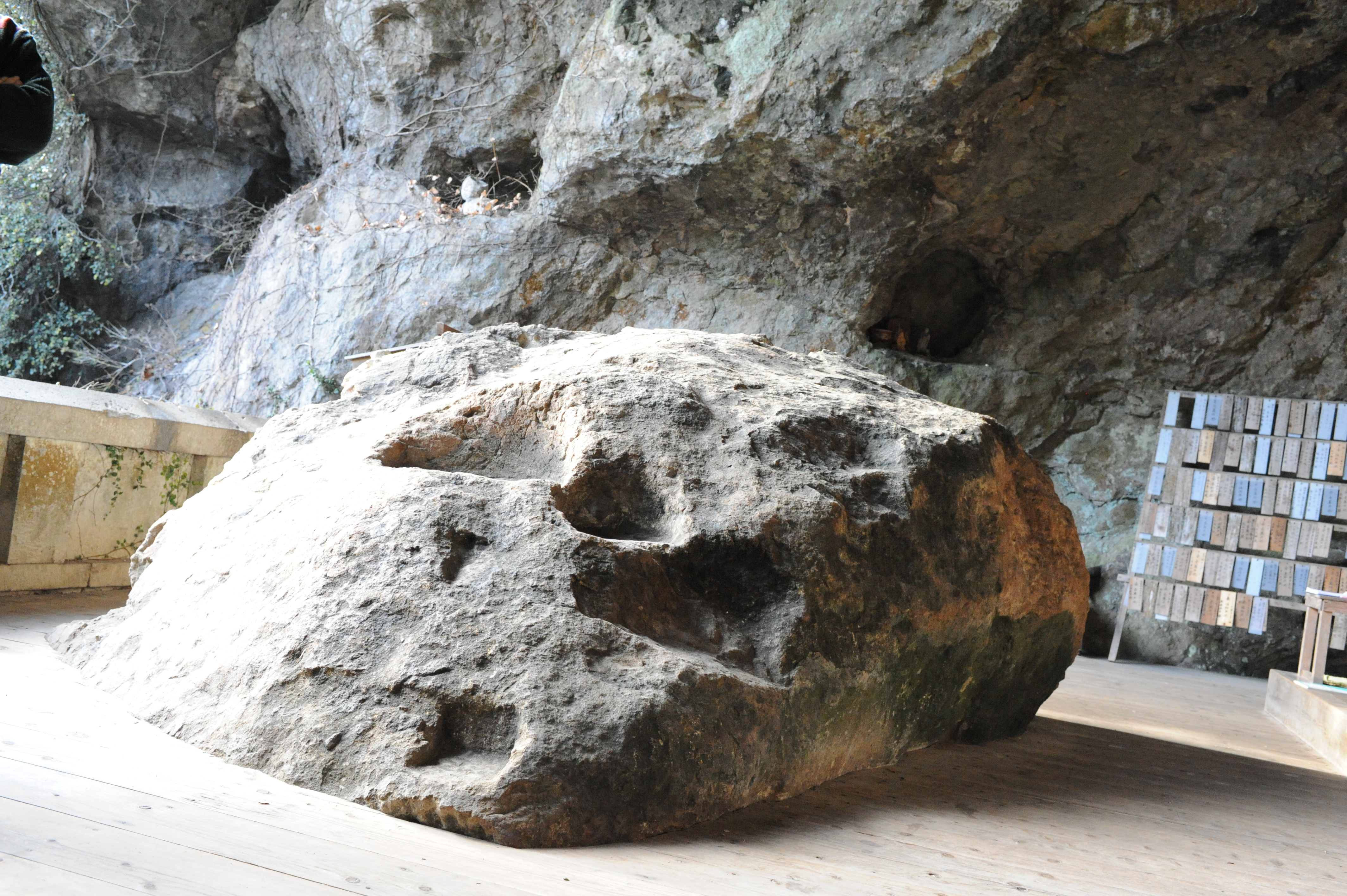
Musashi médita sur cette pierre lorsqu'il rédigea le Gorin no Sho.

Le Livre du vide étudie la nature du savoir humain sur le mode philosophique et de manière succincte : « Ce qui n'est pas visible. »
« Par la connaissance de l'existant, on peut appréhender l'inexistant. »
Le Livre du rien, selon Musashi, se prononce sur le sens véritable de la tactique du Hyōhō niten ichi ryū ; sa formulation est ésotérique par nature, indiquant que l'on doit percevoir ce qui est au-delà d'une explication ou d'une commune compréhension. Dans ce vide, est compris ce qu'on voit et fait, comme la voie du guerrier, les arts martiaux et le Hyōhō niten ichi ryū. Dans le vide, ce qu'on ne fait ni ne voit et qu'il nomme esprit, est perceptible par la conscience sans qu'il y ait de support physique à la perception. La question reste ouverte de savoir si Musashi énonce une spiritualité religieuse ou s'il emploie une formulation spirituelle pour expliquer sa manière de vivre et d'organiser ses pensées.
« Dans le vide est la vertu, et non le mal. La sagesse a une existence, le principe a une existence, la Voie a une existence, l'esprit est le néant. »
Dans cette citation, Musashi utilise les concepts de vertu et d'absence de mal. Ils signifieraient « bonté et bannissement du mal » ou « but et non-existence du bien et du mal », termes qui ne sont pas précisés ici. Il est à noter que ce que Musashi n'explique pas par écrit est enseigné par la tradition orale. Son école Hyōhō niten ichi ryū préserve cet enseignement oral qui complète et dépasse parfois l'écrit.

### Textes traduits en français
- Roland Habersetzer, Gorin no Sho, le livre de la stratégie enseignée au XVIIe siècle par Miyamoto Musashi, Dragon no 1, décembre 2003, éd. Mathis.
- Musashi Miyamoto (trad. du japonais par William Scott Wilson et Josette Nickels-Grolier), Le Livre des Cinq Roues, Noisy-sur-École, Budo Édition, 2014, 192 p. (ISBN 978-2-84617-321-6).
- Musashi Miyamoto, Gorin-no-Sho. Écrits sur les Cinq Éléments, traduit et réuni par Josette Nickels-Grolier, Budo Éditions, 2007, 112 p.  (ISBN 9782846171489).
- Musashi Miyamoto, Le Livre des Cinq Roues. Interprétation martiale, commenté par Stephen F. Kaufman, traduit par Josette Nickels-Grolier, Budo Éditions, 2000, 128 p.  (ISBN 9782908580853).
- Musashi Miyamoto, Traité des cinq roues : Gorin-no-sho, Maryse Shibata et Masumi Shibata (dir.), 1983, 190 p.  (ISBN 9782226018526).
- Kenji Tokitsu, Miyamoto Musashi, maître de sabre japonais du XVIIe siècle. L'homme et l'œuvre, mythe et réalité, éd. Désiris, 1998, 408 p.  (ISBN 2907653547).

### Textes sur la pensée et le sabre de Musashi transmis dans son école, la Hyoho Niten Ichi Ryu
Iwami sōke est le 11e successeur de Miyamoto Musashi à la tête de la Hyōhō niten ichi ryū et incarne à ce titre la transmission orale et technique descendant de Miyamoto Musashi.
- Iwami Toshio Harukatsu sōke, « Les maîtres sont les aiguilles, les élèves les fils », Karaté Bushido, no 388, février 2011, éd. Européenne de Magazines.
- Iwami Toshio Harukatsu sōke, « Les principes de Musashi », Dragon, no 13, éd. Mathis, janvier 2006.
- « L’enseignement de Musashi est d’abord une philosophie », Iwami Toshio Harukatsu sōke, Dragon, no 7, janvier 2005, éd. Mathis.

### Textes sur la vie de Miyamoto Musashi
- William Scoot Wilson, Musashi, le samouraï solitaire, Alex Fébo (trad.), Budo Éditions, 2006, 320 p.  (ISBN 9782846171038).